# Laugarfoss

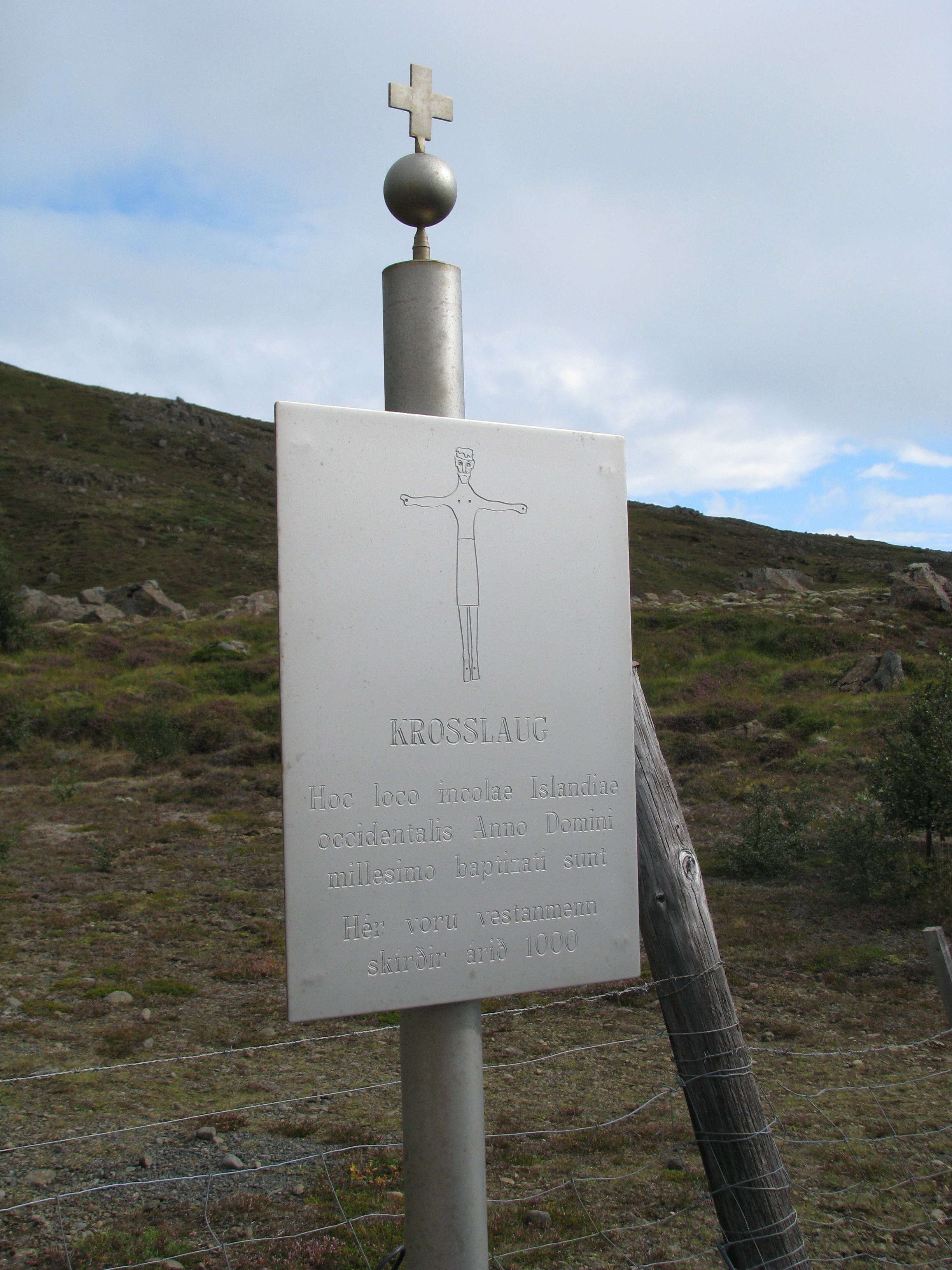
Il Krosslaug (pozzo della croce).

Laugarfoss (in lingua islandese: cascata dell'acqua calda) è una piccola cascata situata nella regione del Vesturland, la parte occidentale dell'Islanda.

## Descrizione
La cascatella Laugarfoss è situata lungo il corso del piccolo fiume Tunguá í Borgarfirði. Il Tunguá nasce a ovest del monte Kvígyndisfell (783 m) e va a sfociare nel Grímsá dopo circa 20 km. Il Tunguá è un fiume ricco di salmoni, tanto che il tratto di fiume a monte e a valle della cascata è un popolare luogo di pesca.
Laugarfoss in lingua islandese significa cascata dell'acqua calda. La denominazione è collegata al vicino Krosslaug (pozzo della croce), una sorgente da cui fuoriesce acqua calda. Al tempo della cristianizzazione dell'Islanda, avvenuta attorno all'anno 1000, si utilizzava l'acqua calda del pozzo per battezzare le persone. Il Krosslaug divenne poi un luogo considerato sacro e alla sua acqua furono attribuiti poteri terapeutici.

## Accesso
Laugarfoss è raggiungibile dalla strada T52 Uxahryggjavegur. Proseguendo per chilometro la strada risalendo il corso del fiume si incontra la cascata Englandsfoss.